# Stimolazione del nervo vago
La stimolazione del nervo vago, o VNS (dall'inglese Vagus Nerve Stimulation) è un tipo di trattamento approvato dalla FDA (Food and Drug Administration) e praticato per curare l'epilessia farmaco-resistente e la depressione . È indicata a tutti i pazienti epilettici e depressi che non risultano ottenere benefici dalle terapie farmacologiche convenzionali.

## Tecnica
Consiste nell'impianto chirurgico sottocutaneo di un piccolo generatore d'impulsi a batteria - simile a un pacemaker - che viene posizionato nella parte sinistra dell'alto torace. Alcuni fili sottili e flessibili vengono fatti passare sottopelle fino al collo ed erogano impulsi moderati ed intermittenti al nervo vago sinistro, sul quale vengono collocati due elettrodi e un ancoraggio. Il nervo vago trasmette tali impulsi alle aree del cervello coinvolte nella regolazione dell'umore, del sonno, dell'appetito, della motivazione e di altri importanti sintomi.

### Altri tipi di stimolazione
Anche la tecnica utilizzata talvolta per alleviare il singhiozzo o (sconsigliata da pubblicazioni recenti) sindrome da iperventilazione, di respirare aria in un sacchetto causando l'aumento di anidride carbonica nel sangue (ipercapnia), stimola il nervo vago.

## Efficacia
Da studi specifici è dimostrato che la terapia VNS, effettuata in combinazione con l'assunzione di farmaci antidepressivi, può risultare realmente efficace per alcuni gruppi di pazienti depressi in modo cronico.

## Effetti collaterali
Esistono numerosi e attendibili studi clinici che dimostrano che la terapia VNS è in generale ben tollerata e non produce effetti collaterali rilevanti. Fra questi ultimi, i più frequenti sono una leggera alterazione della voce, raucedine temporanea, tosse, formicolio a livello della gola, respiro affannoso, sintomi che si possono presentare in modo intermittente durante la fase di stimolazione.